# 豊岡町 (埼玉県)
豊岡町（とよおかまち）は埼玉県の南西部、入間郡に属していた町。
「豊岡」の名は、その地が丘陵の畑作中心の土地であることから、「耕作の豊熟を望む」という期待を込めて作られた。

## 地理
- 河川：入間川、霞川

## 歴史
- 1889年（明治22年）4月1日 町村制施行により、扇町屋村、黒須村、高倉村、善蔵新田が合併し入間郡豊岡町が成立する。
- 1955年（昭和30年）11月11日 - 昭和天皇が行幸（地方事情視察の一環）。埼玉県茶業研究所を視察[2]。
- 1956年（昭和31年）9月30日 金子村、宮寺村、藤沢村、西武町の一部（旧東金子村）と合併し武蔵町を新設する。

## 町長
- 繁田武平（1900-1925[3]）

## 交通

### 鉄道
- 西武鉄道
  - 池袋線：豊岡町駅

## 関連文献
- 『豊岡町史』埼玉県豊岡町、1925年。NDLJP:1020071。